# Duello sul Mississippi
Duello sul Mississippi (Duel on the Mississippi) è un film del 1955 diretto da William Castle.
È un film d'avventura statunitense con Lex Barker, Patricia Medina e Warren Stevens. È ambientato in Louisiana nel XIX secolo.

## Produzione
Il film, diretto da William Castle su una sceneggiatura e un soggetto di Gerald Drayson Adams, fu prodotto da Sam Katzman per la Columbia Pictures Corporation tramite la Clover Productions e girato dal 7 al 17 dicembre 1954. Il titolo di lavorazione fu  Lili Scarlet.

## Distribuzione
Il film fu distribuito con il titolo Duel on the Mississippi negli Stati Uniti nell'ottobre del 1955 al cinema dalla Columbia Pictures.
Altre distribuzioni:
- in Finlandia il 13 aprile 1956 (Kaksintaistelu Mississippillä)
- in Portogallo il 20 agosto 1956 (Duelo no Mississipi)
- in Francia il 5 agosto 1957 (Duel sur le Mississippi)
- in Germania l'11 novembre 1995 (Die Intrige der Lily Scarlett)
- in Brasile (A Mestiça do Mississipi)
- in Grecia (Monomahia ston Mississipi)
- in Italia (Duello sul Mississipi)